# Miss Universe 1957
Miss Universe 1957 var den sjette Miss Universe konkurrence. Den blev afholdt i Long Beach i Californien, USA. Miss Peru, 17-årige Gladys Zender, vandt konkurrencen, og blev den første sydamerikanske Miss Universe. Gladys blev kronet, af den tidligere Miss Universe, Carol Morris.

## Resultat
- Miss Universe 1957:  Peru, Gladys Zender
- Andenplads:  Brasilien, Teresinha Gonçalves Morango
- Tredjeplads:  England, Sonia Hamilton
- Fjerdeplads:  Cuba, Maria Rosa Gamio Fernández
- Femteplads:  Tyskland, Gerti Daub
- Semifinalister:
  -  Alaska, Martha Lehmann
  -  Argentina, Mónica Lamas
  -  Østrig, Hannerl Melcher
  -  Canada, Gloria Noakes
  -  Grækenland, Ligia Karavia
  -  Italien, Valeria Fabrizzi
  -  Japan, Kyoko Otani
  -  Marokko, Jacqueline Dorella Bonilla
  -  Sverige, Ingrid Jonsson
  -  Uruguay, Gabriela Pascal

## Specielle priser
- Venlighed:  Puerto Rico, Mapita Mercado Cordero
- Fotogen:  Tyskland, Gerti Daub
- Mest populære pige i paraden:  Canada, Gloria Noakes